# Kibaya, Kenya
Kibaya  este o așezare  în partea de sud a Kenyei, în Provincia de Coastă.